# 威爾·邁爾斯
威爾·邁爾斯（William Bradford "Wil" Myers，1990年12月10日—），為前美國職棒大聯盟的外野手，生涯曾效力於光芒、教士與紅人等隊。
邁爾斯在2010年球季裡面，被美國棒球雜誌評為堪薩斯市皇家農場系統裡面第三名的潛力新秀。隔年則被評為皇家農場潛力新秀的第2名。是一位非常有潛力的新秀。

## 職業生涯
邁爾斯畢業於高點 (北卡羅萊納州)的衛斯理基督學校。邁爾斯是堪薩斯市皇家在2009年大聯盟選秀會中於第三輪第91名所選中的球員，原本擁有在第一輪就被選上的實力，但是因為他曾說自己想繼續就讀大學，所以才在第三輪被選上。之後雙方在8月簽下兩百萬美金的合約。
之後邁爾斯加入皇家的小聯盟系統，在84個打數裡面，有高達0.369的打擊率，其中包括了5發全壘打，展現出很好的打擊實力。2010年球季，邁爾斯開始練習捕手的守備位置，同年他參加了全明星未來之星賽。這一年他繳出了0.315的打擊率，其中包括了14發全壘打和83分打點，打擊實力也受到大家的肯定。
2012年邁爾斯在2A和3A總共繳出了打擊率0.314、37發全壘打和109打點的成績。9月被《Baseball America》評選為美國小聯盟年度最佳球員。
2012年12月9日，皇家為了能加強球隊的投手戰力，將邁爾斯交易到坦帕灣光芒，同時期交易的對象包括Jake Odorizzi和Mike Montgomery一起被交易到光芒，而皇家則獲得了詹姆斯·席爾斯和Wade Davis。
2013年球季邁爾斯是由3A國際聯盟的小聯盟開始。在6月17日，他被叫上大聯盟並成為球隊的先發右外野手。在隔天對波士頓紅襪的比賽，邁爾斯擊出了大聯盟職業生涯的第1支安打，是1支一壘安打，而在隔一天他擊出了生涯的第1支長打，是支二壘安打。2013年6月22日，邁爾斯在紐約洋基的洋基體育場從先發投手C.C.沙巴西亞手中敲出職業生涯的第一發全壘打，且是一發滿貫全壘打，讓大家見識到他的長打實力，不過球隊最後還是以5：7輸掉比賽，沒辦法幫助球隊拿下勝利。6月24日在主場面對多倫多藍鳥的比賽中，邁爾斯和詹姆斯·隆尼及Sam Fuld連續三棒都是全壘打的演出，同時這也是邁爾斯在主場的第一個打席就是全壘打。

## 外部連結
- 球員資訊和成績在MLB ，ESPN ，Retrosheet ，Baseball Reference ，Baseball Reference (Minors) ，Fangraphs ，The Baseball Cube （英文）
- 威爾·邁爾斯的Instagram帳戶
- 威爾·邁爾斯的Instagram帳戶

| 前任： John Jaso | 完全打擊 2017年4月10日 | 繼任： 崔亞·特納 |